# Обернојкирхен (Горња Баварска)
Обернојкирхен (њем. Oberneukirchen) град је у њемачкој савезној држави Баварска. Једно је од 31 општинског средишта округа Милдорф ам Ин. Према процјени из 2010. у граду је живјело 828 становника. Посједује регионалну шифру (AGS) 9183134.

## Географски и демографски подаци
Обернојкирхен се налази у савезној држави Баварска у округу Милдорф ам Ин. Град се налази на надморској висини од 461 метра. Површина општине износи 19,6 km². У самом граду је, према процјени из 2010. године, живјело 828 становника. Просјечна густина становништва износи 42 становника/km².